# Krasnohorivka, Mejova
Krasnohorivka (în ucraineană Красногорівка) este un sat în comuna Novohrîhorivka din raionul Mejova, regiunea Dnipropetrovsk, Ucraina.

## Demografie
Componența lingvistică a localității Krasnohorivka
     Ucraineană (93,75%)
     Rusă (3,13%)
     Alte limbi (0,63%)
Conform recensământului din 2001, majoritatea populației localității Krasnohorivka era vorbitoare de ucraineană (93,75%), existând în minoritate și vorbitori de rusă (3,13%).